# طالب علم (شرعي)
طَالِب العِلْمِ مصطلحٌ يُطلقُ على مَن يَدرُس العلومَ الشرعية الإسلامية ، الراغب فيه، الساعي في تحصيل شيء منه، وقد جاء في حديث النبي محمد، صلى الله عليه وسلم، إشادة بفضل طالب العلم في قوله «وإنَّ المَلائِكةَ لَتضَعُ أَجْنِحَتَها رِضًا لِطالِبِ العِلْمِ». ولقد مدح الله تعالى العلم وأهله، وحثَّ عباده على العلم والتزود منه ،وكذلك السنة فالعلم من أفضل الأعمال الصالحة، وهو من أفضل وأجلّ العبادات، عبادات التطوع؛ لأنه نوع من الجهاد في سبيل الله. ، ورفع الدين الإسلامي قدر العلم وطلابه فقال تعالى:﴿يَرْفَعِ اللَّهُ الَّذِينَ آمَنُوا مِنْكُمْ وَالَّذِينَ أُوتُوا الْعِلْمَ دَرَجَاتٍ وَاللَّهُ بِمَا تَعْمَلُونَ خَبِيرٌ ۝١١﴾ [المجادلة:11]،وجعلهم ورثة الأنبياء ،وينبغي لطالب العلم التحلي بالتقوى ومراقبة الله تعالى، وحسن إدارة الوقت وتنظيمه، والهمة والجدية، وتلقي العلم عن الأشياخ،والحذر من الحسد، والإفتاء بغير علم، والمراء ونحوها من الآفات والمحاذير.

## حكم طلب العلم
لم يكتف الإسلام بالحث على العلم والدعوة إليه، بل جعل تعلم بعض العلوم فريضة شرعية وضرورة دينية، وقد جاء في الحديث المشهور "طلب العلم فريضة على كل مسلم"، والمراد بالمسلم في الحديث رجلاً كان أو امرأة،، ولهذا أجمعوا أن الحديث يشمل كل مسلم ومسلمة، قال ابن القيم: إن شرائع الإسلام واجبة على كل مسلم، ولا يمكن أداؤها إلا بعد معرفتها والعلم بها، والله تعالى أخرج عباه من بطون أمهاتهم لا يعلمون شيئا، فطلب العلم فريضة على كل مسلم، وهل يمكن عبادة الله التي هي حقه على العباد كلهم إلا بالعلم؟ وهل ينال العلم إلا بطلبه؟ ثم إن العلم المفروض تعلمه نوعان:
فرض عين: لا يسع مسلماً جهله، وهو أنواع:
1. علم أصول الإيمان الخمسة.
2. علم شرائع الإسلام.
3. علم المحرمات الخمسة التي اتفقت عيها الرسل والشرائع والكتب الإلهية المذكورة في قوله تعالى:﴿قُلْ إِنَّمَا حَرَّمَ رَبِّيَ الْفَوَاحِشَ مَا ظَهَرَ مِنْهَا وَمَا بَطَنَ وَالْإِثْمَ وَالْبَغْيَ بِغَيْرِ الْحَقِّ وَأَنْ تُشْرِكُوا بِاللَّهِ مَا لَمْ يُنَزِّلْ بِهِ سُلْطَانًا وَأَنْ تَقُولُوا عَلَى اللَّهِ مَا لَا تَعْلَمُونَ ۝٣٣﴾[16]
4. علم أحكام المعاشرة والمعاملة التي تحصل بينه وبين الناس، خصوصاً وعموماً.

فرض الكفاية: فهو كفرض العين في تعلقه بعموم المكلفين، وإنما يخالفه بسقوطه عن البعض.

## فضل طلب العلم في الإسلام
أكّد الدين الإسلاميّ على فضل العلم وطلبه قال تعالى: فقال تعالى:﴿يَرْفَعِ اللَّهُ الَّذِينَ آمَنُوا مِنْكُمْ وَالَّذِينَ أُوتُوا الْعِلْمَ دَرَجَاتٍ وَاللَّهُ بِمَا تَعْمَلُونَ خَبِيرٌ ۝١١﴾ [المجادلة:11]، وقوله تعالى: ﴿شَهِدَ اللَّهُ أَنَّهُ لَا إِلَهَ إِلَّا هُوَ وَالْمَلَائِكَةُ وَأُولُو الْعِلْمِ قَائِمًا بِالْقِسْطِ لَا إِلَهَ إِلَّا هُوَ الْعَزِيزُ الْحَكِيمُ ۝١٨﴾ [آل عمران:18]، وقوله تعالى: ﴿أَمْ مَنْ هُوَ قَانِتٌ آنَاءَ اللَّيْلِ سَاجِدًا وَقَائِمًا يَحْذَرُ الْآخِرَةَ وَيَرْجُو رَحْمَةَ رَبِّهِ قُلْ هَلْ يَسْتَوِي الَّذِينَ يَعْلَمُونَ وَالَّذِينَ لَا يَعْلَمُونَ إِنَّمَا يَتَذَكَّرُ أُولُو الْأَلْبَابِ ۝٩﴾ [الزمر:9]، وجعل لطالب العلم قيمة عظيمة بأن جعل العلماء ورثة الأنبياء، وجعل فضل الإنسان العالم يفوق فضل العابد بقدر المسافة بين الأرض والسماء، وقد ذكر العلماء فضائل العلم منها :
1. تهذيب النفوس: حيث يعمل العلم على تربية النفس الإنسانيّة، وتنقيتها، وتطهيرها، وتخليصها من الأخلاق والصفات الرذيلة، ويقوّم سلوكها، ويعدّل عقيدتها، فتعرف خالقها، فتتبع أوامره، وتجتنب نواهيه.
2. مخافة وخشية الله: تتحقّق هذه الخشية عندما يتبع الإنسان طريق العلم، فكلما زادت المعرفة عند الإنسان كلّما زادت خشيته من الله سبحانه وتعالى.
3. تنوير البصيرة: هي كلمة تحمل معاني كثيرة منها الإدراك، والفطنة، والنظر إلى أبعاد الأمور وخفاياها، حيث يصبح مالكها مبصراً بالأمور بقلبه قبل عينه، وهي هبة منحها الله للكثير من الناس، ويمكن تنميتها من خلال طلب العلم، والاستزادة منه.[19]
4. العلم مقدّم على نوافل العبادات: حيث قدّمه الله سبحانه وتعالى على العبادة، وذلك لأن العلم هو الطريق التي تتبعها العبادة، فالعابد يتبع العالم، كما أن أثره يبقى بعد موت صاحبه، على العكس من العبادات التي تنقطع وتنتهي بموت صاحبها، وبذلك كان العلم أفضل من النوافل. كما جاء في الحديث عن النبي محمد : من سلك طريقًا يطلبُ فيه علمًا ، سلك اللهُ به طريقًا من طرقِ الجنةِ ، وإنَّ الملائكةَ لتضعُ أجنحتَها رضًا لطالبِ العِلمِ ، وإنَّ العالِمَ ليستغفرُ له من في السماواتِ ومن في الأرضِ ، والحيتانُ في جوفِ الماءِ ، وإنَّ فضلَ العالمِ على العابدِ كفضلِ القمرِ ليلةَ البدرِ على سائرِ الكواكبِ ، وإنَّ العلماءَ ورثةُ الأنبياءِ ، وإنَّ الأنبياءَ لم يُورِّثُوا دينارًا ولا درهمًا ، ورَّثُوا العِلمَ فمن أخذَه أخذ بحظٍّ وافرٍ.[20]

## أسباب تعين على طلب العلم
1. التقوى الله : ويدل على علاقة العلم بالتقوى، قوله الله تعالى (واتقوا الله ويعلمكم الله)، قال القرطبي (وعد من الله تعالى بأن من اتقاه علّمه ، أي : يجعل في قلبه نوراً يفهم به ما يُلقى إليه وقد يجعل اللهُ في قلبه ابتداء فرقانا أي فيصلاً يفصل به بين الحق والباطل ومنه قوله تعالى يأيها الذين آمنوا إن تتقوا الله يجعل لكم فرقانا والله أعلم).[21] قال ابن تيمية: (وأما العلم اللدني فلا ريب أن الله يفتح على قلوب أوليائه المتقين وعباده الصالحين بسبب طهارة قلوبهم ... وقد دل القرآن على ذلك في غير موضع كقوله (ولو أنهم فعلوا ما يوعظون به لكان خيرا لهم وأشد تثبيتاً. واذاً لآتيناهم من لدنا أجراً عظيماً. ولهديناهم صراطاً مستقيماً) فقد أخبر أنه من فعل ما يؤمر به يهديه الله صراطا مستقيما.[22]
2. حسن إدارة الوقت وتنظيمه.
3. الهمة والجدية.[23][24]
4. التدرج.
5. احفظ العلم يحفظك.[25]
6. تعلم الأدب مع العلم.
7. التعلم من المحبرة الى المقبرة: الاستمرار وعدم الانقطاع .
8. حسن الصحبة.(المرءُ على دينِ خليلِه فلينظرْ أحدُكم مَن يُخاللُ) [26]
9. المشورة : (طلب المشورة في كل فن ممن يتقنه ، ومعرفة أهم كتبه و مصطلحاته وكيفية تحصيله )
10. التتلمذ على المشايخ.[9][27]
11. الانتفاع بالعلم : قال ابن القيم : "كل علم لَا يضر الْجَهْل بِهِ فَإِنَّهُ لَا ينفع الْعلم بِهِ، وَكَانَ النَّبِي يستعيذ بِاللَّه من علم لَا ينفع".[28]

## آداب طالب العلم

### آداب الطالب في نفسه
1. العلم عبادة: قال بعض العلماء "العلم صلاة السر، وعبادة القلب".[29]
2. السير على جادة السلف الصالح.[30]
3. ملازمة خشية الله تعالى.[31][32]
4. دوام المراقبة.

### أدب الطالب في حياته العلمية[33]
1. إِخْلَاصِ النِّيَّةِ: قال الخطيب "ثُمَّ إِنِّي مُوصِيكَ يَا طَالِبَ الْعِلْمِ بِإِخْلَاصِ النِّيَّةِ فِي طَلَبِهِ".[34]
2. علو الهمة في طلب العلم.[35]
3. الرحلة للطلب.
4. حفظ العلم كتابة.[36][37]
5. تعاهد المحفوظات.[38]
6. التفقه بتخريج الفروع على الأصول .[39][40][41][42][43]
7. اللجوء إلى الله تعالى في الطلب والتحصيل.[44]
8. الأمانة العلمية.[45]
9. الصدق.[46]
10. إجمام النفس.
11. قراءة التصحيح والضبط.
12. جرد المطولات.
13. حسن السؤال.
14. المناظرة بلا مماراة.
15. مذاكرة العلم.
16. العيش بين الكتاب والسنة وعلومهما.
17. استكمال أدوات كل فن.[33][47]
18. قوله عما لا يعلم، لا أدري: إن من العقل والإيمان ومن تقوى الله وتعظيمه أن يقول الرجل عما لا يعلم لا أعلم، لا أدري، اسأل غيري، إن ذلك من تمام العقل؛ لأن الناس إذا رأوا تثبته وثقوا به، ولأنه يعرف قدر نفسه حينئذ وينزلها منزلتها، وإن ذلك أيضًا من تمام الإيمان بالله وتقوى الله حيث لا يتقدم بين يدي ربه ولا يقول عليه في دينه ما لا يعلم.[48]

### أدب طالب العلم مع الكتب
تعامل طالب العلم مع الكتاب يكون بعدة امور منها :
1. معرفة موضوعه.
2. معرفة مصطلحاته.
3. معرفة أسلوبه وعباراته.
4. التعليق بالهوامش أو الحواشي.[49]

## محاذير طالب العلم
1. الحسد: وهو كراهة ما أنعم الله به على غيره، وليس هو تمني زوال نعمة الله على الغير، بل هو مجرد أن يكره الإنسان ما أنعم الله به على غيره، فهذا هو الحسد سواء تمنى زواله أو أن يبقى؛ ولكنه كاره له. كما حقق ذلك ابن تيمية فقال: الحسد كراهة الإنسان ما أنعم الله به على غيره والحسد قد لا تخلو منه النفوس، يعني قد يكون اضطراريًّا للنفس، ولكن جاء في الحديث:[50] "إذا حسدت فلا تبغ، وإذا ظننت فلا تحقق".والخلاصة: أن الحسد خلق ذميم، ومع الأسف أنه أكثر من يوجد بين العلماء وطلبة العلم[51]
2. التصدر قبل التأهل: احذر التصدر قبل التأهل، فهو آفة في العلم والعمل، وقد قيل من تصدر قبل أوانه، فقد تصدى لهوانه.[52]
3. الإفتاء بغير علم: الإفتاء منصب عظيم، به يتصدى صاحبه لبيان ما يشكل على العامة من أمور دينهم، ويرشدهم إلى الصراط المستقيم؛ لذلك كان هذا المنصب العظيم لا يتصدر له إلا من كان أهلا له لذلك يجب على العباد أن يتقوا الله تعالى وأن لا يتكلموا إلا عن علم وبصيرة.قال تعالى: ﴿وَلَا تَقُولُوا لِمَا تَصِفُ أَلْسِنَتُكُمُ الْكَذِبَ هَذَا حَلَالٌ وَهَذَا حَرَامٌ لِتَفْتَرُوا عَلَى اللَّهِ الْكَذِبَ إِنَّ الَّذِينَ يَفْتَرُونَ عَلَى اللَّهِ الْكَذِبَ لَا يُفْلِحُونَ ۝١١٦﴾ [النحل:116].وإن من أكبر الجنايات أن يقول الشخص عن شيء إنه حلال وهو لا يدري ما حكم الله فيه، أو يقول عن الشيء إنه حرام وهو لا يدري عن حكم الله فيه، أو يقول عن الشيء إنه واجب وهو لا يدري أن الله أوجبه، ويقول عن الشيء إنه غير واجب وهو لا يدري أن الله لم يوجبه، إن هذه جناية وسوء أدب مع الله عز وجل.[53]
4. كتب الشبهات و البدع : لا تجعل قلبك كالإسفنجة يتشرب الشبهات ، يقول ابن القين عن نصيحة لشيخه ابن تيمية في هذا المعنى : لا تجعَلْ قَلْبَك للإيراداتِ والشُّبُهاتِ مِثلَ السفِنْجة، فيتشَرَّبَها، فلا يَنضَحَ إلَّا بها، ولكِنِ اجعَلْه كالزُّجاجةِ المُصمَتةِ، تمُرُّ الشُّبُهاتُ بظاهِرِها ولا تستَقِرُّ فيها؛ فيراها بصفائِه ويَدفَعُها بصلابتِه، وإلَّا فإذا أَشرَبْتَ قَلْبَك كلَّ شُبهةٍ تمُرُّ عليها، صار مَقرًّا للشُّبُهاتِ، أو كما قال).[54]
5. الإسرائيليات الجديدة: احذر الإسرائيليات الجديدة في نفثات المستشرقين، من يهود ونصارى، فهي أشد نكايةً وأعظم خطرا ًمن الإسرائيليات القديمة، فإن هذه قد وضح أمرها ببيان النبي صلى الله عليه وسلم الموقف منها، ونشر العلماء القول فيها، أما الجديدة المتسربة إلى الفكر الإسلامي في أعقاب الثورة الحضارية، واتصال العالم بعضه ببعض، وكبح المد الإسلامي، فهي شر محض، وبلاء متدفق، وقد أخذت بعض المسلمين عنها سنة، وخفض الجناح لها آخرون، فاحذر أن تقع فيها.[55]
6. التباهي بالعلم : مَنْ تعلَّمَ العلْمَ ليُباهِيَ بِهِ العلماءَ ، أوْ يُمارِيَ بِهِ السفهاءَ ، أوْ يصرِفَ بِهِ وجوهَ الناسِ إليه ، أدخَلَهُ اللهُ جهنَّمَ.[56] قال الشعبي: إنا لسنا بالفقهاء، ولكنا سمعنا الحديث فرويناه، أما الفقهاء فهم من إذا علم عمل، وإذا علم العالم ولم يعمل كان كالمصباح يضيء للناس ويحرمه نفسه.
7. سوء الأدب مع معلمك أو شيخك: التطاول على معلمك وسوء الأدب معه، وأيضا استنكافك عمن يفيدك ممن هو دونك كبرياء، وهذا يقع لبعض الطلبة إذا أخبره أحد بشيء وهو دونه في العلم استنكف ولم يقبل.[57]
8. التعصب للمذاهب والآراء :نجد بعض طلاب العلم يكون عند شيخ من المشايخ، ينتصر لهذا الشيخ بالحق والباطل ويعادي من سواه، ويضلله ويبدعه، ويرى أن شيخه هو العالم المصلح، ومن سواه إما جاهل أو مفسد، وهذا غلط كبير، بل يجب أخذ قول من وافق قوله الكتاب والسنة وقول أصحاب رسول الله صلى الله عليه وسلم.[58]
9. تتبع الشذوذات والرخص.
10. تتبع الزلات.
11. التفريط في العبادة.[59]

## اقتضاء العلم العمل
العلم يقتضي العمل: قال النبي محمد : "لا تزولا قدما عبد يوم القيامة حتى يسأل عن أربع، عن عمره فيما أفناه، وعن علمه ماذا عمل فيه، وعن ماله من أين اكتسبه وفيما أنفقه، وعن جسمه فيما أبلاه".
أقوال العلماء في تأكيد أهمية العمل بالعلم :
- عن ابي رزين في قوله تعالى: ﴿يَتْلُونَهُ حَقَّ تِلَاوَتِهِ أُولَئِكَ يُؤْمِنُونَ بِهِ وَمَنْ يَكْفُرْ بِهِ فَأُولَئِكَ هُمُ الْخَاسِرُونَ ۝١٢١﴾ [البقرة:121] ، قال: يتبعونه حق اتباعه، ويعملون به حق عمله.
- قال سفيان بن عيينه: العلم إن لم ينفعك ضرك، قال الخطيب البغدادي: يعني إن لم ينفعه بأن يعمل به، ضره بكونه حجة عليه.
- قال أبو الحسين الواعظ: كل من لم ينظر بالعلم فيما لله عليه، فالعلم حجة عليه ووبال.

## توجيهات في طريق تحصيل العلم

### أول الكتب في طلب العلم
- قال ابن باز : أعظم كتابٍ أنصح به كلَّ طالب علمٍ: العناية بالقرآن، والإقبال عليه، وهو كتاب العقيدة، وكتاب الفقه، وكتاب الأحكام، وكتاب التاريخ الإسلامي، جامعٌ لكلِّ شيءٍ، فأنصح كل طالبٍ أن يُعنى بالقرآن، وأن يجتهد في حفظه والإكثار من تلاوته وتدبُّر معانيه، ثم سنة الرسول صلى الله عليه وسلم: يحفظ فيها ما تيسر له من كتاب "بلوغ المرام"، أو "عمدة الحديث"، أو "منتقى الأخبار" حسب طاقته.[63] وهذا ما ذهب إليه ابن خلدون في تاريخه: تقدّم دراسة القرآن إيثاراً للتّبرّك والثّواب ،وخشية ما يعرض للولد من الآفات والقواطع عن العلم فيفوته القرآن.
- قال ابن عثيمين :

" لا كتاب أفضل من كتاب الله ، والذي أحث إخواني عليه أن يعتنوا بالقرآن  حفظًا وفهمًا وعملاً ، فقد كان الصحابة لا يتجاوزون عشر آيات ، حتى يتعلموها وما فيها من العلم والعمل ، يتعلمون العلم والعمل جميعًا .
ثم بعد ذلك الاعتناء بما صح عن النبي من الأحاديث ، ومعلوم أن الأحاديث التي صحت عن النبي كثيرة جدًا ، وطالب العلم المبتدئ أو المتوسط ، لا يمكنه الإحاطة بها ، لكن هناك كتب مصنفة في هذا الباب يمكن الرجوع إليها مثل : كتاب " عمدة الأحكام " لعبد الغني المقدسي ، وكتاب " الأربعين النووية " للنووي وغير ذلك من الكتب المختصرة ، ثم بعد هذا يرتقي إلى الكتب المطولة نوعًا ما مثل كتاب : " بلوغ المرام " و " المنتقى من أخبار المصطفى " ، ثم بعد هذا يزداد في قراءة كتب الأحاديث المصنفة : كصحيح البخاري وصحيح مسلم ".

### الأصول قبل الفروع
قال بن عثيمين : من المهم لطالب العلم أن يبني طلبه للعلم على أصول، ولا يتخبط عشواء، فمن لم يتقن الأصول حرم الوصول، والأصول هي أدلة الكتاب والسنة، والقواعد والضوابط المأخوذة بالتتبع والاستقراء من الكتاب والسنة، وهذه من أهم ما يكون لطالب العلم، مثلا : المشقة تجلب التيسير هذا من الأصول مأخوذ من الكتاب والسنة. من الكتاب من قوله تعالى: {وَمَا جَعَلَ عَلَيْكُمْ فِي الدِّينِ مِنْ حَرَجٍ} [الحج: ٧٨] .ومن السنة: قوله صلى الله عليه وعلى آله وسلم لعمران بن حصين: "صلِّ قائمًا، فإن لم تستطع فقاعدًا، فإن لم تستطع على جنب"، وقوله صلى الله عليه وسلم: "إذا أمرتكم بأمر فأتوا منه ما استطعتم". هذا أصل لو جاءتك ألف مسألة بصور متنوعة لأمكنك أن تحكم على هذه المسائل بناء على هذا الأصل.

### حفظ المختصرات قبل المطولات
من الأمور التي لابد من مراعاتها في كل فن تطلبه:
الأول: حفظ مختصر فيه.
الثاني: ضبطه على شيخ متقن.

## زكاة العلم تبليغه
قال النبي محمد : "بَلِّغُوا عَنِّي ولو آيَةً"، أي: أخبِروا النَّاسَ وعَلِّموهم بكلِّ ما جاءَ عَنِّي وبَلَّغتُكم به، مِن قُرآنٍ أو سُنَّةٍ، واقتُصِرَ هنا على الآيةِ؛ ليُسارِعَ كلُّ سامعٍ إلى تَبليغِ ما وَقَع له مِن الآياتِ والعِلمِ، ولو كان قَليلًا، ولو آيةً واحدةً؛ بشَرْطِ أنْ يُبلِّغَ الآيةَ صَحيحةً على وَجْهِها. وقولُه: «آيةً» يَشمَلُ القرآنَ المتواتِرَ والحديثَ النَّبويَّ الصَّحيحَ؛ لأنَّ الحديثَ في حكْمِ الآيةِ القرآنيَّةِ مِن حيث إنَّه وحْيٌ مِن اللهِ عزَّ وجلَّ؛ قال اللهُ تعالَى: {وَمَا آتَاكُمُ الرَّسُولُ فَخُذُوهُ وَمَا نَهَاكُمْ عَنْهُ فَانْتَهُوا} [الحشر: 7]. وقال ابن المبارك -رحمه الله "لا أعلم بعد النبوة درجة أفضل من بَثِّ العلم".